# John Eddo
John Eddo (* 22. Dezember 1963 in San Clemente, Kalifornien) ist ein ehemaliger US-amerikanischer Beachvolleyballspieler. 

## Karriere
Der im Orange County aufgewachsene Sportler begann im Alter von zwölf Jahren, Beachvolleyball zu spielen. Er beobachtete die einheimischen Stars der Sportart und lernte von ihnen. An der Hight School seiner Heimatstadt war er im Basketball und beim Hallenvolleyball aktiv, an der San Diego State konzentrierte sich auf die Sportart mit dem Netz zwischen den beiden Spielfeldhälften. 1986 arbeitete er als freiberuflicher Grafiker und konnte sich gerade mal den 350 Dollar teuren Flug nach New Jersey und die Übernachtung in einem billigen Hotel leisten, um an einer professionellen Veranstaltung im Sand teilzunehmen. Er wurde Siebter und gönnte sich mit dem Preisgeld die Reise zum nächsten Turnier in Milwaukee. So war er in der ersten Zeit seiner Karriere immer von der Platzierung beim vorigen Wettbewerb abhängig, um beim nächsten Event dabei zu sein. Dies änderte sich erst, als er 1988 einen Sponsor fand. In dieser Saison erreichte er zum ersten Mal die Vorschlussrunden bei Wettbewerben der Association of Volleyball Professionals in Daytona Beach und Rochester mit Rudy Dvorak. Mit Tim Walmer wurde er Fünfter bei der Meisterschaft der Vereinigten Staaten in Hermosa Beach. Wie die meisten Sportler, hatte er das Ziel, bei den Veranstaltungen, an denen er teilnahm, zu siegen.
Dies gelang ihm während seiner gesamten Einsatzzeit bei der AVP Tour jedoch nicht. Beste Resultate waren 1991 ein dritter Rang  in Honolulu und ein Jahr vorher zwei weitere vierte Plätze in Milwaukee und Seattle jeweils an der Seite von Sean Fallowfield. Mit diesem Partner erkämpfte er auch zwei seiner größten Erfolge. Dies geschah jedoch nicht bei der amerikanischen Beachserie, sondern bei der FIVB-Tour. Das Duo stand 1990 in den Endspielen von Sète und Lignano. Ein Spieljahr später erklomm John Eddo zum ersten und einzigen Mal in seiner Karriere die oberste Stufe des Podests. Mit Leif Hanson siegte er in Cap d’Agde und sicherte sich direkt im Anschluss in Cattolica eine weitere Finalteilnahme. Die beiden gehörten in Almería ein weiteres Mal zu den top acht Teams. 1992 war Eddo ausschließlich in den USA aktiv. Mit Bill Boullianne erreichte er in der Hauptstadt von Hawaii einen fünften sowie in Pensacola einen neunten Platz. 1994 bestritt der Kalifornier noch einen weiteren AVP Wettkampf, bevor er mit Fallowfield als eines der besten sechzehn Beachpaare bei den World Tour Open in Marseille seine Karriere beendete.